# Domenico Ceravolo
Domenico Ceravolo (Bovalino, 26 settembre 1928) è un politico italiano.

## Biografia
Laureato in biologia, viene eletto deputato per il Partito Socialista Italiano nel collegio di Verona-Padova–Vicenza-Rovigo nel 1958 e poi ancora nel 1963. Nel 1964 fu tra i fondatori del PSIUP, con il quale viene rieletto alla Camera nel 1968, rimanendo in carica fino al 1972.  
Nel 1972 con la maggioranza dei membri del PSIUP aderisce al Partito Comunista Italiano, con il quale viene eletto in Consiglio Regionale del Veneto nel 1975, restando in carica fino al 1979. In tale anno viene eletto nel Parlamento Europeo col PCI, restando in carica fino al 1984.